# Gomzé-Andoumont
Gomzé-Andoumont is een deelgemeente van de Belgische gemeente Sprimont. Andoumont ligt net iets ten noordoosten van Gomzé. Gomzé-Andoumont ligt in de provincie Luik en was tot 1 januari 1977 een zelfstandige gemeente.

## Demografische ontwikkeling
- Bronnen:NIS, Opm:1831 tot en met 1970=volkstellingen, 1976= inwoneraantal op 31 december

Deelgemeenten: Dolembreux · Gomzé-Andoumont · Louveigné · Rouvreux · Sprimont

Overige kernen: Andoumont · Damré · Florzé · Gomzé · Lincé · Ogné · Presseux · Rivage

Belgische gemeenten · arrondissement Verviers · provincie Luik · Wallonië